# O diário de Lúcia Helena
O diário de Lúcia Helena é um livro de Álvaro Cardoso Gomes publicado em 1992 pela Editora FTD, na Coleção Beto e Lúcia Helena.

## Sinopse
O Diário de Lúcia Helena inicia quando, a protagonista (Lúcia Helena) ganha de presente de uma tia, em seu aniversário de 15 anos, um diário..
Ela começa a narrar  sua amizade com Beto, e se noivado com Mário. A poucos dias do casamento, Lúcia descobre que não ama o namorado, mas sim, seu melhor amigo Beto. A partir deste ponto, o enredo começa a ficar mais interessante.  
O livro, faz parte da série Coleção Beto e Lúcia Helena, e seu antecessor é A Hora do Amor.Os dois livros, tem enredos muito parecidos, porém, O Diário de Lúcia Helena  é contada pelo ponto de vista da protagonista e seu formato é de diário. Este livro é curto, com linguagem simples e muito bem humorado, mas que ao mesmo tempo consegue faz analisarmos os costumes da época e perceber que muitos modos tenham mudado a essência do que pensamos não mudaram. A simplicidade que o autor descreve as cenas  faz o leitor comparar passado com presente, e as personalidades dos personagens com as suas. 